# Peugeot type 1535
Le Peugeot type 1535 est un modèle de poids lourd fabriqué par Peugeot au début des années 1920.

## Historique
Le type 1535 apparaît en 1920 en remplacement du type 1525 produit depuis 1916. Il réutilise le même moteur mais avec une puissance fiscale poussée à 22 HP.
Trois carrosseries sont produites : camion de 4 t de charge utile, autobus de 20 places et car alpin de 27 places.
Le type 1535 est produit en 550 exemplaires jusqu'en 1925. Son successeur, le type type 1545 (de), apparaît en 1927.

## Conception
Le type 1535 est équipé du même moteur que ses prédécesseurs type 1515 et 1525, le Peugeot KM à quatre cylindres 100 × 150 mm. Son régime maximum est de 1 400 tr/min et il développe une puissance de 38 ch au ban. Sa puissance fiscale est de 22 HP.
La transmission se fait par cardan longitudinal et vis sans fin. L'embrayage est à cône, la boîte de vitesses a quatre vitesses avant et une marche arrière.
La vitesse normale du camion type 1535 est de 25 km/h. Sa consommation au 100 km est de 40 l d'essence, plus 3 l d'huile moteur.
L'empattement est de 3,900 m, avec voie avant de 1,650 m et voie arrière de 1,410 m. Les roues (simples à l'avant et jumelées à l'arrière) sont en acier coulé avec bandages mais des pneumatiques sont proposés en option.